# Synodontis petricola
Synodontis petricola hay pygmy leopard catfish là một loài cá da trơn lộn ngược đặc hữu và chỉ xuất hiện ở hồ Tanganyika tại Burundi, Zambia, Cộng hòa Dân chủ Congo và Tanzania. Nó được mô tả lần đầu tiên bởi nhà ngư học người Bỉ Hubert Matthes vào năm 1959. Tên loài "petricola" có nguồn gốc từ sự kết hợp của từ petra trong tiếng Latin, có nghĩa là đá, và từ cola cũng trong tiếng Latin, có nghĩa là cư dân. Cái tên này nghĩa là ở môi trường đầy đá và chúng sống trong đó. Chiều dài tiêu chuẩn của loài cá này là 11,5 cm (4,5 in) và có thể lên đến 13,5 cm (5,3 in). Trong loài này, con cái có xu hướng to hơn con đực.
Trong tự nhiên, loài này là loài đặc hữu của hồ Tanganyika, nơi có nhiệt độ từ 23 đến 26 °C (73 đến 79 °F), độ pH xấp xỉ 8,5 - 9 và dải dH là 4-15. Nó sinh sống ở những bãi đá ven biển ở độ sâu lên đến 30 mét (98 ft). Hình vi sinh sản của loài cá này vẫn chưa được biết đến. Mùa sinh sản của chúng có lẽ là xảy ra vào mùa lũ từ tháng 7 đến tháng 10, và những con đực cùng con cái sau khi kết đôi xong sẽ bơi cùng nhau cho đến hết mùa sinh sản. Thức ăn của cá con dường như chủ yếu có nguồn gốc từ thịt như sinh vật phù du, tôm nhỏ và ấu trùng côn trùng. Con trưởng thành thì ăn tạp với những thức ăn là những động vật không xương sống, tảo bám trên đá. Tốc độ sinh trưởng của loài cá này tăng nhanh trong năm đầu tiên, sau đó giảm dần.